# Zagaław Abdułbiekow
Zagaław Abdułbiekowicz Abdułbiekow (ros. Загалав Абдулбекович Абдулбеков; ur. 29 grudnia 1945 w Karacie) – radziecki zapaśnik walczący w stylu wolnym. Mistrz olimpijski z Monachium 1972, w kategorii do 62 kg.
Mistrz świata w 1971 i 1973; trzeci w 1969. Srebrny medalista mistrzostw Europy w 1973 i brązowy w 1969 i 1975 roku.
Mistrz ZSRR w 1966, 1968, 1969 i 1973; trzeci w 1970 i 1971 roku. Trener reprezentacji ZSRR na igrzyskach olimpijskich w 1976 i 1980 roku. Działacz kulturalny. Odznaczony orderem „Znak Honoru”.